# Folat-Rezeptor α
Folat-Rezeptor α ist ein Protein, das beim Menschen durch das Gen FOLR1 kodiert wird. Der Folat-Rezeptor α transportiert Folsäure (Vitamin B9) von der Zellmembran in das Zellplasma. Dieser Rezeptor ist auf verschiedenen entarteten und nicht-entarteten Zellen zu finden.

## Funktion
Der Folat-Rezeptor α bindet Folsäure und deren Derivate (z. B. Tetrahydrofolsäure) mit hoher Affinität. Nach der Bindung werden diese Substanzen in das Zellinnere transportiert. Folsäure und Folsäurederivate sind essenzielle Bestandteile für vielfältige Stoffwechsel-Prozesse. Während der Schwangerschaft kann ein Mangel an Folsäure zu Fehlbildungen des fetalen Rückenmarks führen (sogenannte Neuralrohrdefekte). Der Fötus nimmt die Folsäure aus dem Blut vorrangig über den Folat-Rezeptor α in seine Zellen auf. Im späteren Leben scheinen andere Folsäure-Rezeptoren wie der Reduced Folate Carrier (RFC) und der protonengekoppelte Folattransporter (PCFT) eine größere Rolle zu spielen. Folat-Rezeptor α wird dann nur noch von wenigen Zellen gebildet und stattdessen insbesondere von Krebszellen zur Folsäure-Aufnahme genutzt.

## Therapeutische Anwendung
Folat-Rezeptor α wird nach der Fetalzeit nur noch von wenigen Zellen des Körpers gebildet. Demgegenüber beginnen die entarteten Zellen bei einigen Krebserkrankungen erneut mit der Ausbildung von Folat-Rezeptor α, um ihren Folsäure-Bedarf zu decken. Im Sinne der individualisierten Medizin kann dies zur Therapie solcher Krebserkrankungen genutzt werden. Das erste Medikament zur Behandlung Folat-Rezeptor α positiver Krebserkrankungen ist Mirvetuximab Soravtansin (Handelsname Elahere). Das Medikament wurde 2024 von der Europäischen Arzneimittelagentur zugelassen und kurze Zeit später in Deutschland in den Vertrieb gebracht. In der Nutzenbewertung durch den [Gemeinsamen Bundesausschuss] wurde dem Produkt ein „Hinweis auf einen beträchtlichen Zusatznutzen“ zuerkannt.